# ソマリア沖の海賊

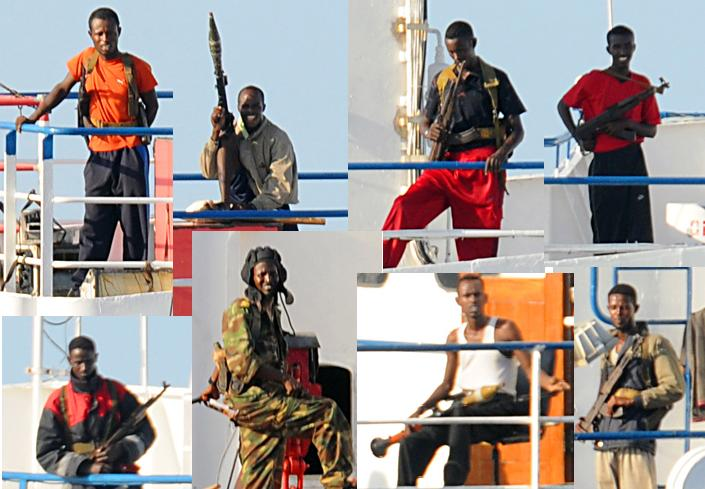
米国海軍艦艇から撮影したソマリア沖の海賊。AK-47やその他の自動小銃、RPG-7などで武装している。

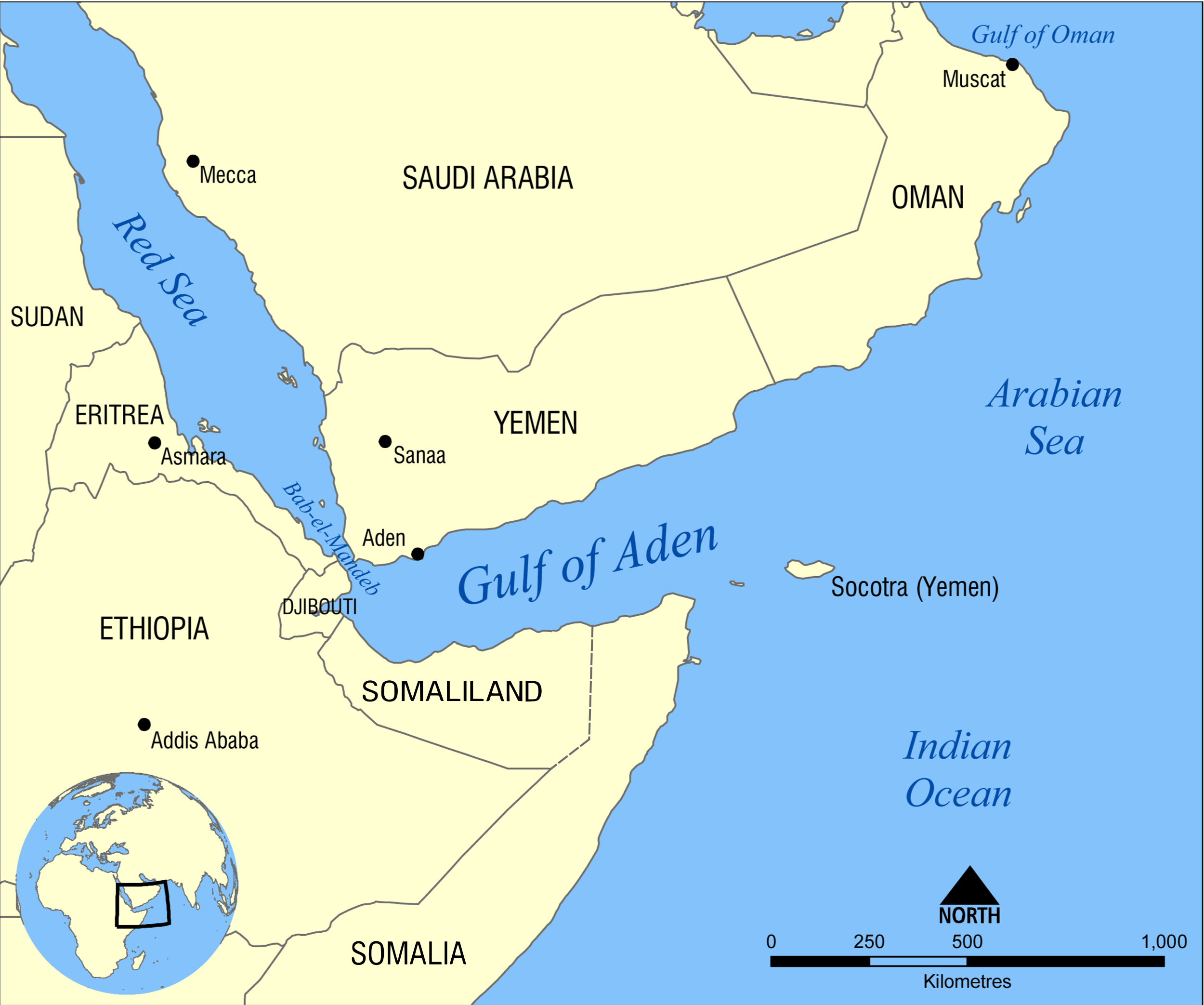
アデン湾

ソマリア沖の海賊（ソマリアおきのかいぞく、英: Piracy in Somali、ソマリア海賊問題とも）とは、アデン湾とインド洋のソマリア周辺海域で発生し国際海運の障害となっている海賊。1990年代初期にソマリア内戦が始まった頃から目立つようになり、近年に活動が活発化して、スエズ運河・紅海を経由し地中海とインド洋を往来する年間約2万隻の商船にとって大きな脅威となっている。
なお、一口にソマリア沖というが、事件の多くはアデン湾で発生し、2008年にいたっては、そのほとんどがアラビア半島のイエメン沿岸というべき海域であった。

## 概要
1991年以降、ソマリアには中央政府が存在せず、一部地域を除き、治安が不安定の状態が続いている。これに伴い、ソマリランドとプントランドが面するアデン湾は海賊行為が多発するようになった。国際商業会議所（ICC）国際海事局（IMB）の調査によれば2001年にインド洋側でも海賊による襲撃が報告されるようになり、2005年にいたって多発し、インドネシア周辺海域に次いで海賊行為が多い海域として急浮上した。以来2007年まで上位5海域に位置づけられ、沿岸から最遠で390海里まで達するソマリア拠点の海賊によってアデン湾も含むソマリア周辺海域は船舶航行にとって非常に危険なものとなっている。
国際海事局によれば2008年に人質になった船員は約580名におよび、保険料率の引き上げやソマリア海域を通過する船舶への船員の乗り組み拒否、時間と輸送費のかさむ喜望峰回りへの迂回などが起きている。2007年に始まった世界金融危機に端を発する世界的な景気後退と相まって海運業界にも影響が出ている。
海賊は主にAK-47など小銃や携帯型ロケットランチャーで武装、高速ボート数船で貨物船・タンカーを襲撃し乗っ取りをしている。速度が出るように改造された小型の漁船が用いられることもあるため、漁船と海賊の区別がしにくいと言われる上に、拘束された際に海賊が漁師を自称することもある。
海賊事案の発生状況は、海上保安庁が発する「航行警報」により知ることができる。
2008年6月と12月に国連安全保障理事会で決議がなされたことを機に多くの国が船舶警備のために海軍艦艇を派遣するようになり、海賊を武力鎮圧する事例が増えた。
2009年3月以降、各国が派遣した警護艦艇がアデン湾に多いため、海賊による被害がアデン湾海域からインド洋西部海域に移動しつつある。インド洋西部に海賊の行動範囲が広がった影響で、2009年ごろからはこの海域でマグロ漁を行っていた台湾や中国の漁船が海賊に拿捕されるようになった。
2013年4月には、ソマリアの海賊による、海運保険料率の引き上げ、民間による警備費、警備のための各国の軍事費の増加などにより、世界貿易コストが180億ドル押し上げられており、世界銀行の報告書ではソマリアの政治システムを支援して海賊を根絶する必要があると報告されていることが報道された。
2013年頃からソマリア沖及びアデン湾での海賊発生件数は激減し、2014年以降は目立った被害も発生していない。2017年3月13日、数年ぶりにタンカーが乗っ取られる事件が発生し、2012年以来の大型船舶の被害として報道された。タンカーを乗っ取った海賊に対して、プントランドの海洋警察が説得を行い、同月16日までにタンカーとスリランカ人乗組員8人が解放されている。
また、喜代村の社長である木村清がこの海域がキハダマグロの良い漁場であることに目をつけ、海賊らをはじめとした現地の住民に漁船を与えたうえでマグロ漁の方法を教え、さらにソマリア国内にマグロの流通設備を整えた結果、海賊からマグロ漁師などへの転向も進んだ、という話があるが一部デマであることがのちに報道された。実際には船は寄贈はしたが流通設備はODAであったものを利用している。また海賊らしき人に技術的指導は行ったが実際に元海賊とは確認されていない。
しかしながら、ソマリア、イエメンのEEZでイランの大規模な違法漁業がおこなわれたり、隣国ではイエメン内戦が勃発するなど依然同地は多くの問題を抱えており、2020年に至っても5月17日アデン湾で英国籍ケミカルタンカーが襲われるなど未だ根絶には至っていない。しかし年々発生件数は減少しており、2023年1月にはソマリアの海賊による襲撃が大幅に減少したことを理由に、インド洋高危険地域（Indian Ocean High Risk Area, HRA）が国際海事局によって解除された。その一方でソマリアの海賊は依然としてアデン湾地域で攻撃を行う能力と資源を保有しているとされ、2022年、日本に於いても自衛隊による海賊対策の活動期限が1年延長された。

## ソマリア海賊の背景

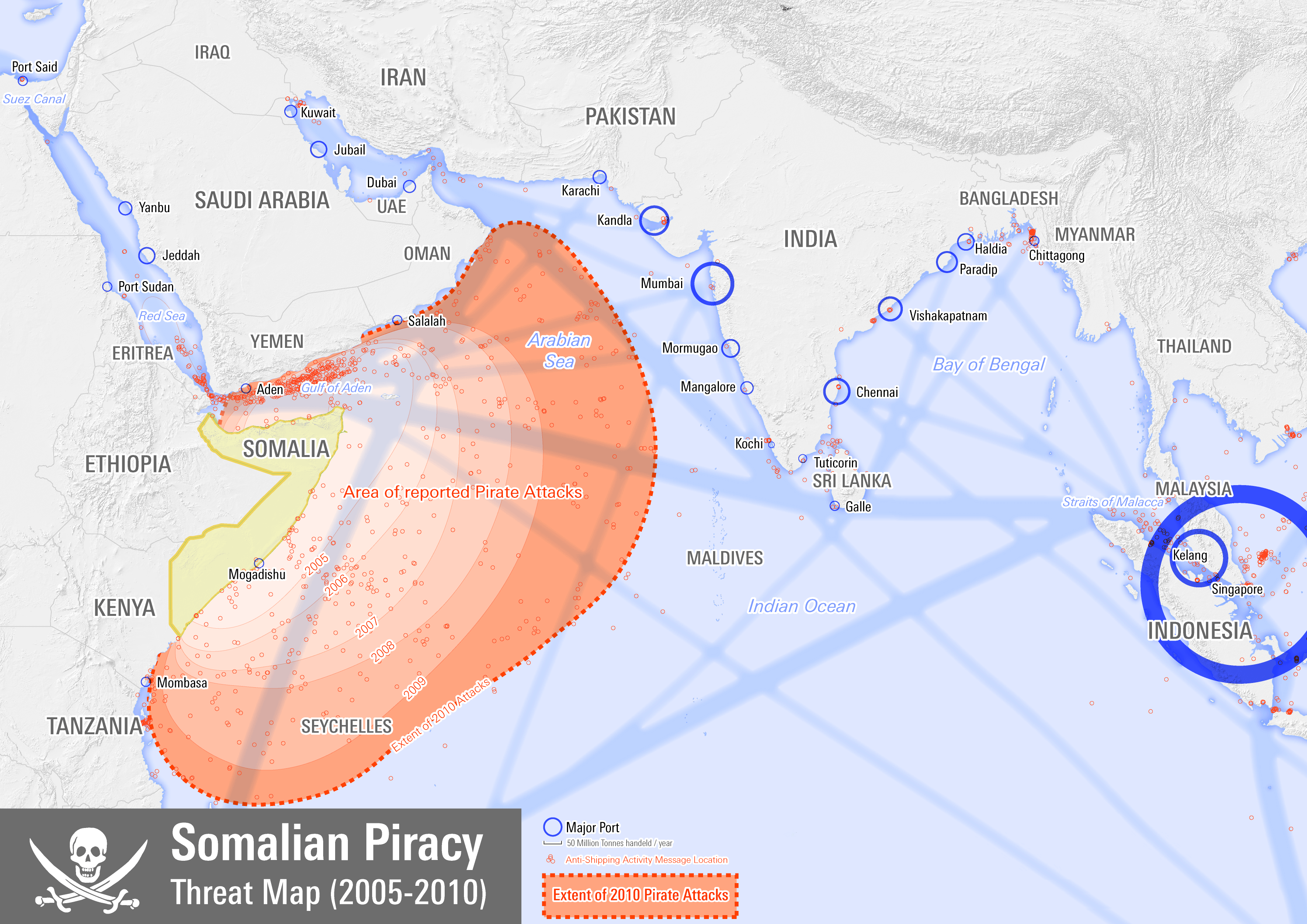
ソマリア海賊の脅威度を示した地図

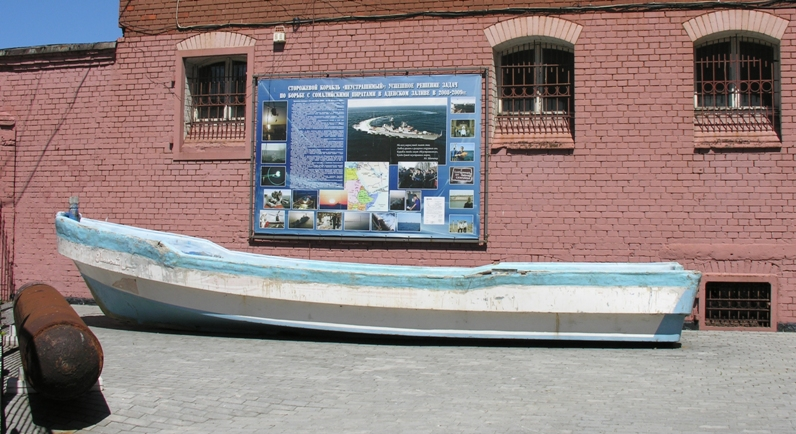
拿捕された海賊の船

海賊たちはもともと漁業に従事していた漁民であった者が多い。モハメド・シアド・バーレ政権時代には欧州や日本がソマリアの漁船や漁港の整備に対して援助を行っていた。マグロなどソマリア船の漁獲のほとんどは、魚を食べる習慣の少ないソマリア国内ではなく海外への輸出へと回し、外貨獲得の手段としていたが、1991年のバーレ政権崩壊後は内戦と機能しない暫定政府(無政府状態)が要因で魚の輸出が困難となった。さらに、管理のされていないソマリア近海に外国船、特に欧州の船団が侵入して魚の乱獲を行ったため、漁民の生活は一層困窮した。
1990年代に軍部と欧米の企業が結んだ「沿岸に産業廃棄物の投棄を認める」という内容の条約に基づき、産廃が投棄されるようになる。そのなかに他では処理が難しい放射性物質が多量に含まれていたため、漁師を中心とする地域住民数万人が発病。地域住民の生活を支えていた漁業もできなくなった。この結果、困窮した漁民がやむなく自ら武装して漁場を防衛するようになり、一部が海賊に走ってそれが拡大したものとする分析がある。
一方で高速船の使用・武装の程度・訓練状況に見られる海賊の態様は漁民の困窮とかけ離れたものであり、武装集団が海賊を始めたという意見もある。この見解によれば、海賊は元漁民であるとされるが、極めて良く組織化されており、もともとはプントランドの有力氏族がイギリスの民間軍事会社ハートセキュリティ社の指導の下で創設した私設海上警備隊の構成員で、この組織がアフガニスタンから流入する麻薬や小火器をパキスタンカラチ港からインド洋・ソマリアを経由し他のアフリカ諸国やイエメンに対して密輸しており、この密輸組織がやがて海賊化した経緯があるという。
2005年ごろから海賊に乗り出す組織はあったが、2007年以降海賊行為の成功率の高さと身代金の高さに目をつけた漁民らが組織的に海賊行為を行うようになり、地方軍閥までが海賊行為に参入し海賊たちから利益を吸収している。
ソマリアの海賊たちには内戦に関わる政治的動機やイスラム過激派などの宗教的動機は見られず、物資押収や殺戮ではなく人質の属する船会社などから身代金を取ることが主な目的である。海賊たちは人質に銃を突き付けるなどの荒々しい行為を行うこともあるが、金銭と交換可能な取引材料である人質に対しての暴力や虐待などはない。海賊は、2008年時点では人質にパスタや肉などの食事を与え一応生命を保証しており、たばこや酒などの嗜好品も与えている。2008年4月にフランス軍が制圧した海賊のヨットからは人質に対する虐待や強姦を禁じる「規則書」が発見されている。
ソマリア海賊を監視している東アフリカ船員援助計画（Seafarers' Assistance Programme）によれば、2008年時点で最低5つの海賊団と1000人の武装したメンバーがこの地域に存在する。海賊団内部では、海や船を熟知し船の操縦ができる元漁民が海賊のリーダーとなり、火器の扱いに慣れている元民兵が襲撃を担当し、GPSなどを使える元技術者が機械を担当しているとされる。武器の調達はイエメンからの輸入も行うが、モガディシオ市などソマリアの国内にあふれている武器も集めている。船会社からの身代金は米ドル紙幣で受け取っており、ヘリコプターから包みに入れた紙幣を指定海域へ投下する、紙幣を防水スーツケースに入れて小舟で流す、投下された現金の横取りを防ぐため身代金受け取り専門業者が海賊のもとまで運ぶ、などの方法で受け渡しがなされる。
エイルなどソマリアの海岸の町には拘束された貨物船などが停泊させられており、市内には海賊を相手にする会計士、運転手、建築業、人質への食事供給業者など様々なサービス企業が成立している。海賊らは身代金で豪邸を建て、その暮らしぶりは現地の憧れとなっている。武装した海賊の往来や酒の消費の増加で港周辺が物騒になり住民の生活が脅かされる一方で、内戦後失業状態になっていた住民にとっては海賊周辺ビジネスで大きな収入を得る恩恵にあずかっている。他方、海運業界周辺には、海賊と船会社などの間で人質解放交渉と身代金値切り交渉を行う警備会社、海賊被害に対して交渉費用や身代金などをカバーする保険を提供する保険会社も登場している。
2008年11月22日にはソマリアのイスラム法廷会議傘下のイスラム原理主義勢力の一派が、海賊に乗っ取られたサウジアラビア籍タンカー「シリウス・スター」号(en)の救出に乗り出す事態に至り、海賊と原理主義勢力の間で対立も起こっている。

## おもな被害
- 2005年6月と10月、インド洋大津波被災に対する支援物資を運ぶ国連のチャーター船が乗っ取られた。
- 2005年11月、バハマ船籍の客船がロケット弾などの火器による攻撃を受けた。
- 2008年4月、フランス船籍の豪華帆船がアデン湾で乗っ取られた[32]。
- 2008年8月には2日間で3隻が乗っ取られる事態が発生した[33]。
- 2008年9月25日、T-72戦車33輌、武器弾薬などを積載したベリーズ船籍のウクライナ貨物船「ファイナ」が乗っ取られた。（多額の身代金により解放）[34][35]
- 2009年4月7日、米国船籍のコンテナ船「マースク・アラバマ号」が海賊に襲われ、船体は船員の手により奪回したが、船長は身代金目的に拉致された。この事態にバーレーンの米第5艦隊司令部は、人質となった船長の救出に向けて駆逐艦を現場水域に派遣。2009年4月12日、人質になっていた船長を救出するとともに、海軍特殊部隊員が海賊3人を射殺、交渉相手の犯人の1人を拘束した。同国では約200年ぶりに海賊事件の裁判が開かれ、2011年2月、犯人に対して禁固33年9か月の判決を言い渡した。弁護側は被告が18歳ではなく15歳だとして少年として裁判を受けられるように主張、検察側は18歳で成人だとしていた。

- 2009年10月19日、中国人乗組員25人の中国籍のばら積み貨物船「徳新海」号、ソマリア沖のインド洋で海賊に乗っ取られた。この船は20日、ソマリア沖に向けて航行していると、欧州連合の海賊対策部隊が確認した。また、ロイター報道によると、電話取材に答え、救助作戦が行われた場合、中国人乗組員25人を殺害すると警告した。このことから、中国海軍はまだ、現場海域を制圧していない。電話封鎖も実行できていないことが推測される。

- 2009年10月22日、「武力行使」による人質救出作戦をとるべきだとの声が高まっていると香港紙・明報が伝えた。身代金を払うと襲撃が続くことが予想されるので、中国海軍の対応が注目される。（身代金を払わなかった）アメリカ船籍への襲撃は、2009年4月7日の米国船籍のコンテナ船「マースク・アラバマ号」のあとは報道されていない。結局、「徳新海」の人質25人は2010年春までに解放された。

- 2009年10月31日　インド洋のセーシェル沖をヨットで航行していた英国人ポール・チャンドラーとレイチェル・チャンドラー夫妻が海賊に拘束される。海賊側は身代金として、約700万米ドル（約6億3000万円）を要求したが、英政府は海賊に屈服せず、身代金も払わないとの方針を示した[36]。11月21日には、2人が身代金の支払いを嘆願する声明が報道されたが、英国政府は（身代金を払えば、海賊の襲撃が続くので）交渉を拒否する声明を出している[37]。その後、消息は途絶えたが、2010年に入ると地元ジャーナリストがソマリアの農村部で海賊の立ち会いの下に2人に接触。同年に成立したキャメロン新政権に対して、犯人側は期待を強めているとした上で、交渉姿勢を明確にするよう救済を求めたが、イギリス政府は、再び譲歩を拒否する声明を出している[38]。

- 2009年11月18日 ソマリア沖、米船籍の貨物船マースク・アラバマ、またも襲撃を受け民間の警備会社が応戦、撃退したと報道された。米海軍は警備には限界があり、商船の自身の警備や武装が必要だとしている。また、米国の裁判所に乗員の安全を守る義務があるとして、同船を運航するデンマークの会社が訴えられたと報道されている[39]。

- 2010年3月12日　中国の漁船2隻がカメルーン・バカシ半島付近で襲撃され、船員7人が人質になった。中国サイドは身代金1万5000ドルの支払いで解決を図っているが、カメルーン政府の同意がまだ得られていないと報道された。交渉により海賊と協調する方針と推測される[40]。

- 2010年4月2日米海軍は、セーシェル沖で3隻の海賊に襲撃されたタンカーを救出。イージス艦「ファラガット」が海賊船を制圧し、計11人を一時拘束。母船も撃沈した。海賊に発砲されロケット砲で威嚇されたタンカーは速度を上げ、「フレア」（火炎弾）で応戦して、救援を待ったと報道された[41]。

- 2010年4月4日には、イラクから米ルイジアナへ向かう、韓国の30万トン級（積載トン数）原油タンカー「サムホ・ドリーム」が襲撃され、韓国人5人、フィリピン人19人が人質になったと報道された[42]。2010年4月5日　韓国海軍は、事件発生地域と推定されるインド洋海域に「清海部隊」を急派した。推定される現場海域はインド洋の真ん中で、清海部隊の作戦海域のアデン湾海域から南東へ1500キロメートルほど離れていると報道された[43]。続報はないが、封鎖して、タンカー、人質を洋上で解放する作戦と見られる。

- 2010年4月、ドイツ船籍の貨物船を乗っ取ろうとしたソマリア人海賊10人がオランダ海軍により拘束、ドイツに引き渡され同年11月にハンブルクで裁判が開始。同国で海賊が裁判にかけられるのは約400年ぶり。被告のうち1人は犯行当時ドイツで刑事裁判でかけられない13歳だったと主張、他の被告も年齢の確認については手段が無い。同国では最高で禁固15年の刑に処せられる。

- 2010年7月28日　オマーン領海ホルムズ海峡で、商船三井のタンカー「エム・スター(M・Star)」が攻撃を受けた。国際テロ組織アルカイダ系のテロ集団「アブドラ・アッザム旅団」は、英雄アユーブ・アルタイシャンが攻撃したとインターネットで犯行声明[44]。

- 2011年1月28日　米政府系放送局のラジオ自由アジア（RFA）が、北朝鮮の船舶が昨年3月31日以来、ソマリア海賊に拘束されていると報道。[45]

### 日本のおもな被害
- 2007年10月、日本の海運会社が運航するパナマ船籍のケミカルタンカー ゴールデン・ノリ号が乗っ取られる。100万米ドルの身代金が支払われ 2007年12月12日解放された。 [46]
- 2008年4月、日本郵船の大型原油タンカー「高山」が韓国のウルサン港を出港し、積み地のサウジアラビア紅海側のヤンブー港に向け空荷での回送航行中、アデン湾でロケット弾によるものと思われる攻撃を受け、被弾した。人身の死傷はなかったものの、船は左後方部が損傷し、燃料が一部漏れる被害を受けている[47]。
- 2008年7月20日、日本の海運会社が運航するパナマ船籍貨物船ステラ・マリス号が襲撃を受け、21人が人質になる。200万米ドルが支払われ、2008年9月26日に全員解放された。
- 2008年8月21日、日本の海運会社「興洋海運」が運航するパナマ船籍貨物船アイリーン号が襲撃を受け、19人が人質になる。150万米ドル が支払われ、2008年9月11日に全員解放された。
- 2008年9月15日、日本の海運会社が運航する香港船籍ケミカルタンカー、ストールト・ヴァロール号が襲撃を受け、22人が人質になる。100万～250万米ドル支払われ、2008年11月16日解放された。
- 2008年11月15日、日本の海運会社「イイノマリンサービス」が運航するパナマ船籍ケミカルタンカー ケムスター・ヴィーナス号が襲撃を受ける。2009年2月、人質は解放された。
- 2009年3月22日、商船三井の自動車運搬船が2隻の小型船に襲われ、発砲を受けたと国土交通省が発表。乗組員にけがはなく日本人も乗っていなかったという。本件は、19日に国交省が海上警備行動発令に基づく護衛申請受付けを開始して以来、日本関係船舶が海賊に襲われた今年初めてのケースとなった[48]。
- 2011年3月5日、商船三井のタンカー・グアナバラ（バハマ船籍）が海賊4人に乗っ取られそうになったのをトルコの警備艇と米軍が阻止、4人を拘束した。乗組員24人に怪我は無かった（→ソマリア沖商船三井タンカー襲撃事件）。

## 各国海軍と海賊との交戦
各国が、自国の船舶による通商貿易を保護するため海軍を派遣しており、海賊との海戦が頻発している。各国海軍は、海賊に対し圧倒的な軍事力を有しているものの、国内の法整備が不十分であり、海賊を討伐するまでには至っていない。

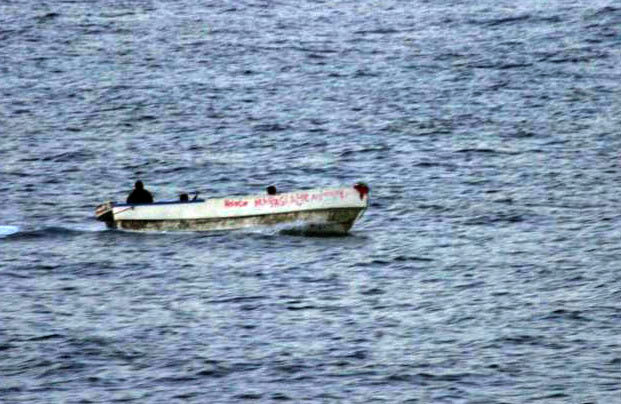
米海軍のイージス艦と交戦したソマリアの海賊船

- 2006年3月18日、アメリカ海軍のタイコンデロガ級ミサイル巡洋艦「ケープ・セント・ジョージ」、及びアーレイ・バーク級ミサイル駆逐艦「ゴンザレス」の2隻がソマリア沖で海賊と交戦する事件が発生した。疑わしい小型船を発見したゴンザレスの臨検チームが乗船しようとしたところ、小型船の乗員がロケット弾の発射基のような物を振りかざしているのを発見。小型船の乗員が発砲し、ケープ・セント・ジョージとゴンザレスはこれに応戦した。2隻のアメリカ軍艦は海賊との銃撃戦を約25海里に渡って行った結果、海賊1名が死亡し、5名が負傷したと報告された。[49][50][51]
- 2008年11月11日、イギリス海軍の22型フリゲート「カンバーランド」、及びロシア海軍ネウストラシムイ級フリゲート「ネウストラシムイ」の艦載ヘリコプターKa-27が海賊に襲われた貨物船の救助に駆けつけ、イギリス海兵隊が海賊と交戦する事件が発生した。（詳細はソマリア沖2008年11月11日の事件を参照）
- 2008年11月18日、インド海軍のタルワー級フリゲート「タバール」がオマーンの沖合約530km地点で不審な船団を発見。海賊の母船の特徴と合致していたことから臨検のための停船を呼びかけたところ船団がそれを拒否、フリゲートに向け発砲してきたため主砲により反撃して撃沈する事件が発生した[52][53][54]。しかし同26日、国際海事局はインド海軍が「海賊船」だとして撃沈した船が、海賊に乗っ取られたタイの水産会社に所属するトロール漁船であると発表した。この件についてインド海軍は事件の写真を公開し、相手が攻撃してきたため応戦したのであり、正当防衛であったと主張している。国際海事局は、インド海軍がこのタイ漁船がハイジャックされていると言う情報を受け取って居なかった可能性もあるとコメントしている[55]。この漁船に乗り組んでいたカンボジア人1人が救助され、タイ人1人が死亡、14人が行方不明になっている。
- 2008年12月13日、インド海軍のデリー級駆逐艦「マイソール（Mysore）」は、イエメンの沖合約280kmのアデン湾上でエチオピアの貨物船から「2～3隻の高速艇に乗った海賊から攻撃を受けている」との救難信号を受信した。マイソールは即座に海兵を乗せたS-61ヘリコプターを現場に急行させ海賊船を攻撃したところ、海賊は貨物船の襲撃をやめ逃走。マイソールとヘリコプターは追跡を続け2隻の高速艇に乗り込みこれを制圧、これによりインド海軍はソマリア人12人とイエメン人11人からなる23人の海賊を逮捕・拘束し、7丁のAK-47（カラシニコフ自動小銃）に装填済の弾倉13個に加えRPG-7対戦車ロケット擲弾筒1基、さらにGPS装置やボート用の船外機などが押収された。23人の海賊は平和的に投降したという[56][57]。
- 2008年12月25日、イエメン沖でエジプトの貨物船がソマリアの海賊に襲撃された。ドイツ海軍が救難信号を受けてフリゲートから哨戒ヘリを発進させて、海賊を撃退した。この事件で、エジプト貨物船の乗組員1人が負傷した。
- 2009年1月1日、アデン湾においてロシア海軍フリゲート「ネウストラシムイ」が護衛する船団に海賊が接近、発砲してきた。同艦が救援に駆けつけると海賊は逃走した。同日、「ネウストラシムイ」に随伴する給油艦「エリニヤ」も海賊の襲撃を受けたが、同艦が応戦すると逃走した(この事実は、「ネウストラシムイ」帰港後の2月8日に行なわれた航海指揮官オレグ・グリノフの記者会見で初めて明らかにされた)。
- 2009年1月13日、ロシア海軍のウダロイ級大型対潜艦「アドミラル・ヴィノグラドフ」は、アデン湾を航行中のオランダのコンテナ船「ネドモルド・バレンス」から「海賊の3隻の高速艇が船尾から接近しており、小型武器による攻撃を受けている」との救難信号を受信した。アドミラル・ヴィノグラドフはヘリコプターを現場に急行させ、海賊船を威嚇射撃したところ、1隻の海賊艇はイエメン領海に逃げ込んだが、あとの2隻はアドミラル・ヴィノグラドフの臨検グループにより制圧、海賊を拘束した。海賊3名がロシア海軍の銃撃により負傷した。海賊は麻薬中毒と診断され、イエメン沿岸警備隊に引き渡された。アドミラル・ヴィノグラドフは、1月11日、警備艦「ネウストラシムイ」からアデン湾における任務を引き継いでいた(しかしCNNは、1月15日配信のニュースで、「ロシア軍は高速艇を追跡したが、振り切られた」とだけ報じ、2隻を拘束した事を無視した)。
- 2009年2月2日、海賊の襲撃を受けた中国の貨物船2隻が、襲撃を回避した後に中国海軍駆逐艦の保護下に入った[58]。
- 2009年2月11日、アメリカ海軍のイージス巡洋艦はアデン湾にて貨物船を襲撃しようとした海賊7人を拘束した。アメリカ海軍がソマリア沖にて海賊を拘束するのは初めてのケース。
- 2009年2月13日、先にインドを訪問した後、アデン湾で行なわれるロシア・インド海軍合同演習に参加する為、同海域へ向かう途中のロシア海軍キーロフ級原子力ミサイル巡洋艦「ピョートル・ヴェリキー」は、ソコトラ島の南東海域でイランの漁船に接近する2隻の小型高速艇を発見、搭載ヘリコプターを発進させて追跡した。2隻の小型艇は、その近くに居た大型母艇と共に「ピョートル・ヴェリキー」が拘留、乗っていた計10名のソマリア人は、同艦に連行され、北方艦隊の法務官による取調べを受けた。大型母艇からは武器、麻薬、多額の現金などが発見され、拘留された海賊は、麻薬中毒の状態にあった。[59]
- 2009年3月29日、ソマリア沖のアデン湾において海賊がドイツ海軍のレーン級給油艦シュペッサルトを襲撃する事件が発生した。アメリカ海軍第5艦隊のプレスリリースによれば、シュペッサルトは海賊から銃撃を受け、それに対し乗船していた武装警備隊員が銃によって反撃を行った。その後シュペッサルトは各国海軍に対し応援を求め、オランダ海軍のデ・ゼーヴェン・プロヴィンシェン級フリゲートデ・ゼーヴェン・プロヴィンシェン、スペイン海軍のサンタ・マリア級フリゲートビクトリア搭載のSH-60Bヘリコプター、スペイン空軍のP-3M哨戒機、さらにはCTF-150旗艦であるワスプ級強襲揚陸艦ボクサー搭載の海兵隊ヘリであるAH-1W及びUH-1、及びギリシャ海軍のEUCTF-465旗艦イドラ級フリゲートプサラなどと共に海賊を追跡した。およそ5時間の追跡の後、シュペッサルトの武装警備隊及び臨検チームが7名の海賊を拘束し、彼らの武器を押収した。アメリカ軍によれば、海賊達がドイツ海軍の補給艦を民間船舶と勘違いして襲撃した可能性があるとしている。[60][61]
- 2009年4月26日、イタリア客船が海賊と交戦し撃退した[62]。翌日、スペイン海軍のフリゲート艦「ヌマンシア 」が、フランスとセーシェルの哨戒機、インド海軍の艦艇と合同で海賊を追跡し、現場付近に2隻の小型ボートを発見した。海賊はうち1隻を乗り捨て、9人が1隻のボートに乗り移ったがその後、全員が拘束された。拘束した場所がセーシェル領海内だったため、9人の身柄はセーシェルの船に引き渡された[63]。
- 2009年4月28日、ロシア海軍太平洋艦隊の大型対潜艦「アドミラル・パンテレーエフ」は、アデン湾東部において、アンティグア・バーブーダ国籍のタンカー「ブラウィ・バンク」乗っ取りを試みた海賊母船と2隻の高速ボートを停止させ、29名の海賊を拘留した。海賊1名が負傷し、損傷した海賊母船は沈没した。取調べの結果、海賊のメンバーには、ソマリ族の他、イラン人とパキスタン人も加わっていた事が判明した。
- 2009年5月4日、ソマリア沖で韓国海軍が、海賊に襲われた北朝鮮籍の貨物船を初めて救助。北朝鮮船は韓国軍部隊に対して「大変感謝する」と伝えた[64]。
- 2009年8月26日、アメリカ海軍ヘリコプターが追跡中の海賊から発砲される。これはアメリカ軍航空機に対する初めての発砲とされる。
- 2011年1月21日、韓国海軍の特殊部隊UDT/SEALS(大韓民国海軍特殊戦旅団)が15日から海賊に乗っ取られていた三湖海運のケミカルタンカー「三湖（サムホ）ジュエリー」に突入した。銃撃戦の末、8人を射殺、5人を拘束した。海軍特殊部隊は人質全員（うち一人は重傷）の救出に成功し、韓国海軍側の死者はなかった。この過程で人質の船長は海賊の放ったAK47の弾三発、特殊部隊の放ったピストルの9ミリ弾かMP5短機関銃の消音弾とみられる弾一発が当たり、海賊の弾が大腸や肝臓のある腹部を貫通して、これが生死にかかわる傷となった[65][66]。特殊部隊の放った弾丸は直接当たったものではなく、壁か床を跳ねて当たった跳弾であった[67]。同事件は韓国初の海賊事件の国民参与裁判制度（陪審制に相当）の対象とされ、海上強盗殺人未遂などで釜山地方裁判所に起訴、うち1人は死刑求刑に対し無期懲役の判決が下され、1人が懲役15年、2人が懲役13年の判決を受けた。5人全員は控訴、検察側も量刑不当を理由に控訴した。なお2010年10月以来、韓国漁船「クムミ305」は乗っ取られたままであったが2月9日に全乗組員が解放された。
- 2012年12月25日、ソマリア北東部のプントランドの海洋警察が人質22人を海賊から救出[68]。

## 国際社会の対応

### 国連の対応

#### 2008年
- 6月、国連安保理で、人道支援物資の輸送と通商航路の安全確保のため、6カ月間、加盟国の海軍艦艇に国連憲章第7章に基づき武力行使を含む「必要なあらゆる措置」によって海賊行為を阻止する権限を認める安保理決議1816号が全会一致で採択される。ソマリア暫定政府の要請に基づくもので、日本は同決議の共同提案国だった。[69]
- 10月、安保理で、前記同様の目的のため、決議1816号に基づいて具体的に海軍艦艇及び軍用機の派遣を加盟国に要請し同決議に定める措置の適用期間の延長をソマリア暫定連邦政府（TFG）に確認する安保理決議1838号が全会一致で採択される。[70]
- 12月、安保理で、海賊行為の防止に向け沿岸部での空爆を含む「領空も含め、ソマリア陸上で必要とされるあらゆる措置を取ることができる」よう求める米国提案の決議案[71]を受け、「ソマリア国内で必要とされるあらゆる措置を取ること」（"may undertake all necessary measures that are appropriate in Somalia"）を可能にする新たな決議、安保理決議1851号が全会一致で採択される。[72]

#### 2009年
- 1月、安保理で、2009年4月15日までに、現在アフリカ連合（AU）が展開するAMISOM(African Union Mission to Somalia: AUソマリア平和維持部隊)[73]に置き換わるPKO部隊を設置する意向を表明する（expresses its intent）内容の新たな決議、安保理決議1863号が全会一致で採択される。[74]同決議はその前文で初めて、AMISOMの貢献に謝意を表明し、本文では国連憲章第7章下の行動として、全ての国連加盟国に対しAMISOMへの人的・物質的支援協力（ロジスティクス支援）を要請。ただし、後続部隊となるPKOについては設置の意向を表明するに留まり、決定は2009年6月まで先送りにされた。
- 3月、安保理で、アフリカの角担当国連事務総長特別代表によりソマリア情勢の現状報告が行われる。代表は同国の政治情勢は和平合意を受けて破綻をかろうじて免れた（"back from the brink"）が、次の100日間のうちに雇用、インフラ修復、人道支援の3本の政策を効果的に実施する必要があると述べた[75]。安保理は「政治情勢に明るい兆し」（"positive political developments"）が見られることを歓迎し、プレスステートメントを発表。和平に向けて尽力する同国の新大統領の努力を賞賛した[76]。
- 5月、安保理で、AUが展開するAMISOMの任務を半年間延長する決議、安保理決議1872 号が全会一致で採択される[77]。3月に採択された決議1863号で懸案になっていた、AMISOMに代わる国連PKO設置について、同決議ではその判断を国連事務総長の報告が終了する2009年12月31日以降まで先送りすることが決定された。

### 海事機構の対応
- 上述の一連の国連決議に先立つ2007年11月、国際海事機関（IMO）[78]が総会決議[79]を採択。「ソマリア沖における海賊及び武装強盗の脅威に対応するため」次のことを国際社会及び領域国のソマリア暫定政府に要請する。日本政府はこの決議を支持。[80]
  1. IMO加盟国政府及び関係団体に対し、海賊等撲滅のための取組及び現に奪取されている船舶の早期解放への支援を要請
  2. ソマリア暫定政府に対し、海賊等防止のための措置をとること及びインド洋で展開中の艦船等が海賊等に対応するため領海内に立ち入ることへの同意を国連に通知することを要請
  3. ソマリア近隣沿岸国に対し、海賊等撲滅のための地域協定を締結すること及び海賊等に係わる必要な司法手続きをとることを要請

#### 2009年
- 9月6日、日本政府は国際海事機関と共同で海上警察力強化に供する海賊対策基金を設立する方針を示す[81]

### 各国の対応

#### 2008年
- 2月3日、ロシア海軍報道官イーゴリィ・ディガロが記者会見で「海軍は、海賊との戦いにおける最も有効な道具」であり「海賊の危険がある海域におけるロシア艦艇の存在は、海賊の攻撃を減らす」と発言、最後に「注目される最も危険な海域は、ソマリア沖」と付け加え、ロシア艦艇のソマリア派遣の可能性を示唆する。
- 6月3日、ロシア海軍報道官イーゴリィ・ディガロが、記者会見で「国家指導者の決定が下された場合、ロシア艦艇は、ソマリア海岸へ向かう為の準備が出来ている」と発言する。
- 8月、海域に展開している合同海上部隊（アメリカ第5艦隊含む）の第150合同任務部隊(CTF-150)が、対テロ戦争の一環として2007年11月のIMO総会決議を受けて新たにアデン湾をMSPA（海上パトロール区域）に指定し海上警備行動を開始する。ただし、部隊司令官のウィリアム・ゴートニー海軍中将（Vice Admiral William E. Gortney）は「商船を24時間守り続ける余裕はない」と明言し、商船各社が自前の防護手段を講じるよう忠告。[82]（→海上阻止行動）
- 9月15日、欧州理事会が、同年6月に採択された国連安保理決議1816を受けて欧州連合共同軍事行動（EU NAVCO）の発動を決定する。ソマリア沖で監視・警備支援活動を行っている一部の加盟国を支援するため、軍事支援活動を展開することが決定される。
- 9月24日、ロシア海軍バルト艦隊の警備艦「ネウストラシムイ」が遠距離航海へと出発する。出港当日は目的地が明かされず、翌9月25日、ロシア海軍当局は同艦がソマリア沖へ派遣される事を公表した。
- 9月25日、ウクライナの貨物船が海賊に乗っ取られ戦車33台が奪われる。ことを重大視したアメリカとEUが共同で駆逐艦の派遣を決める。
- 11月26日、イギリス政府がイギリス海軍艦艇が、アフリカ・ソマリア周辺海域の海賊を逮捕し、自国などの法廷で裁くのため、公海上でも警察権を行使できるよう海運法を改正する方針を発表。英国人や英国の船舶が被害にあった場合は英国の法廷で、それ以外はケニアにあるソマリア暫定政府と犯罪人引渡し条約を結ぶ方向で調整を進める。国際海事局のハウレット局次長は産経新聞の取材に答え、「海賊の活動範囲を広げている母船を封じ込めるには、各国の海軍が海賊を摘発できるよう（各国の）国内法の整備を進めることが必要だ」とのコメントを発表。
- 12月9日、警備艦「ネウストラシムイ」と交代するロシア太平洋艦隊のソマリア派遣隊(大型対潜艦1隻、 海上給油艦2隻、救助曳航船1隻)がウラジオストクを出港した。
- 12月、EUの艦隊がソマリア沖の海賊対策・海域パトロールを北大西洋条約機構（NATO、実質アメリカ軍）から引継ぎ交代する（船舶護衛任務を離れる）。NATOは、長期的な海賊対策作戦に乗り出す可能性を検討。[83]

#### 2009年
- 1月8日、多国籍部隊の第151合同任務部隊(CTF-151)設立。
- 1月17日、米海軍は中国海軍が派遣した艦船による護衛は自国船のみの対応となっていることを公表。記者会見で中国の活動を「極めて前向きな兆候」であると評価する。
- 1月20日、韓国政府はソマリア沖に海軍艦艇を含む約300人規模の軍部隊の派遣を決定する。2月6日までに派遣する駆逐艦1隻を決定し、国会で派遣案が通過次第、3月中旬ごろに韓国を出発する見込みとなる。
- 2月6日、各国が海賊事件の発生に関する情報を参加国が迅速に共有することを主な目的とする「海賊対策地域調整センター」を年内の早い時期に設置することを発表。国連安保理決議1851の要請に基づいて設置される同センターはイエメン、ケニア、タンザニア3カ国に置かれ、日本も参加する。海賊の情報を集約して現地を航行中の船舶に提供するとともに、海域の警備を担当する米国を中心とした有志連合軍やEU軍などとの情報交換を想定。センターの設置は、日英米中など24カ国とIMO等5つの国際機関で構成する「コンタクト・グループ」により決定された。同センター加盟各国は地域協力協定を締結して参加することになる。報道によると、センターに想定される主な機能は次の通り。[84]
  - 事件発生の傾向や背景を分析
  - 参加国への事態の通知
  - 被害者の救助要請への対応
  - 容疑者の発見・逮捕
- 2月6日、EU合同の海賊対策のアタランタ作戦司令官フィリップ・ジョーンズイギリス海軍准将が日本の参加に期待を示し、特にEUの哨戒機が2機のみで活動しているのでP3Cの派遣を歓迎すると述べる。
- 3月29日、ロシアはウラジオストクの太平洋艦隊から通算第3次のソマリア派遣隊(大型対潜艦1隻、 海上給油艦2隻、海洋曳航船1隻)を出港させた。この時点では派遣した各国海軍では最大規模となる。
- 4月18日、アメリカ合衆国は陸上拠点から出てきた海賊に対して艦艇と特殊部隊などを用いての先制攻撃を検討するようになる。
- 6月29日、ロシア海軍の通算第4次のソマリア派遣隊(大型対潜艦1隻、 海上給油艦1隻、海洋曳航船1隻)がウラジオストクを出港した。
- 9月8日、ソマリア暫定政府は海賊対策のため海軍の建設を始めた事を発表する。同日に訓練を受けた500人が揃い、最終的に5000人規模になる予定[85]。
- 9月10日、中国とロシアが共同での商船護衛を開始する[86]。
- 9月10日、ジブチ政府は沿岸警備隊を拡充するため日本海上保安庁に支援を要請する[87]。

### 日本の対応
日本の対応としては、自衛隊の派遣、および周辺国への海上警備力の強化に重点を置いている。自衛隊は、陸海空の部隊をソマリア沖およびジブチなどの周辺国に展開している。また、イエメンの要請に応じ巡視船や巡視艇を供与する方向である。

#### 2008年
- 10月17日、諸外国と同調し海上自衛隊を派遣するために特別措置法（海賊対処法）の検討を始める[88]。
- 11月4日、外務省が、「海上安全保障政策室」を総合外交政策局安全保障政策課に新設すると発表[89]。安保理の場では非常任理事国として、「国際的な協力メカニズム」が設置される場合には積極的に参画していく意思を表明[90]。
- 12月23日、政府が、総合海洋政策本部で検討している海賊対策一般法制定までの過渡的な措置として、「海賊が日本籍船を襲撃する可能性が高い場合には、海上自衛隊の護衛艦による海上警備行動を発令する」と表明。[91][92][93]
- 沿岸国イエメンの要請に応じ巡視船や巡視艇を供与する方向で調整を始めた。巡視船は武器輸出三原則で輸出を禁じている「武器」に当たるが、政府は「例外措置」とする方針[94]。

#### 2009年
- 1月12日、国連安保理決議1863号（→国連の対応の同日を参照）の採択後、日本政府常駐代表の高須幸雄首席大使が次の3点を強調するコメントを発表する[95]。
  1. 我が国は、AMISOMの強化と、派遣状況が揃った時点でのPKO部隊の派遣、という二段階アプローチを提案する。
  2. 理事会において新たなミッションが設置される場合、これはその措置が望ましいかどうかの判断だけではなく、実効性の検証によってなされるべきである（"it must not only be desirable, but effectably implementable"）。またこのような判断の結果に対する一義的責任は事務局ではなく理事会が負うべきである（"Council... should take primary responsibility for the consequences of such decision"）。
  3. 国連PKOならびに国連によって承認されたAMISOM等の平和維持活動の財政ならびに運営管理の側面については、総会の権限を尊重しなければならない（"should repspect the competence of the General Assembly"）。したがって、これらの活動の財政負担が理事会の強制分担要請によって決定されることに強い危惧を表明する（"would have serious reservations"）。事務総長報告を受け、今決議ではAMISOMに対するロジスティクス支援が要請されたが、このような支援パッケージの内容についても、総会での慎重な協議が必要である（"be carefully reviewed by the General Assembly"）と我が国は考える。
- 1月15日、政府がソマリア沖海賊対策に、自衛隊法第82条の海上警備行動を発令して海上自衛隊の護衛艦を派遣する方針を固める。当面の間は自衛隊法で対応し、新たに海賊対策の根拠法となる新法「海賊処罰取締法」（仮称）の検討も進めることを決定。[96]さらに、海賊船への立入検査実施の為に特別警備隊の導入と、補佐要員として海上保安官の乗船についても検討を始める。[97]

- 3月9日、海上保安庁で、派遣捜査隊（護衛艦に同乗し司法警察職務を行う海上保安官8名）の任命式が行われる。
- 3月13日、閣議決定に基づき海上警備行動が発令される。
- 3月19日、国土交通省が、防衛大臣発令の海上警備行動に基づく護衛申請の受付けを開始。日本船主協会等の関係団体に通知し、その手続きを開始した。また、護衛を受けるためには、国交省に対し船舶の基礎情報を事前に登録する必要があり[48]、護衛の対象船舶と見なされるための3要件も明示された[98]。
- 3月30日、ソマリア沖に派遣された護衛艦2隻(第4護衛隊群所属さみだれ、さざなみ）による警護を開始。
- 4月23日、P-3C哨戒機2機の拠点を警備、管理することを目的として陸上自衛隊の中央即応連隊を基幹とする部隊を派遣する方針を陸上幕僚長が記者会見の席で明らかにした。[99]
- 5月19日、防衛省が、海賊出現情報を受けて人道上の見地からの判断で海上自衛隊の艦載ヘリコプターを現場に出動させたと発表した。
- 5月28日、海上自衛隊がP3C哨戒機2機を拠点となるジブチに向け派遣。防衛省は各国部隊にソマリア周辺の情報提供をすることも検討している。したがって長期派遣に伴う防衛予算の増加が必要になる。
- 6月19日、海賊対処法が成立。

## 警備艦艇の派遣状況

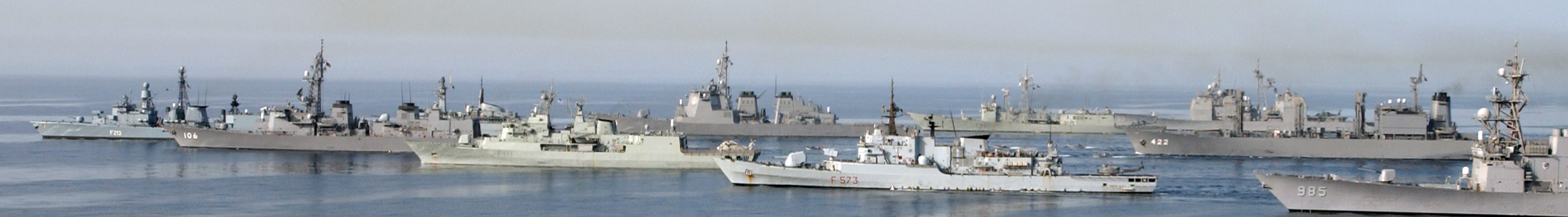
多国籍からなる「第150合同任務部隊」
左から独「F 213 アウクスブルク」、日「DD-106 さみだれ」、ニュージーランド「F-111 テ・マナ」、日「DDG-175 みょうこう」、伊「F573 シロッコ」、 スペイン「F-83 ヌマンシア」、米「CG-55 レイテ・ガルフ」、日「AOE-422 とわだ」、米「DD-985 カッシング」

以下の派遣状況は2009年時点のものである。
| 派遣国           | 同盟形態 | 派遣形態     | 人員 | 艦船 | 航空機および地上部隊                               | 経費 (百万米ドル) | 開始時期       | 終了時期 |
| ---------------- | -------- | ------------ | ---- | --- | -------------------------------------------------- | ----------------- | -------------- | -------- |
| アメリカ合衆国   | NATO     |              |      | DDG-96 ベインブリッジ FFG-40 ハリバートン LHD-4 ボクサー                                                                                     | ジブチに航空基地あり                               | 250               |                |          |
| イギリス         | NATO     |              |      | 各種4隻 F-238 ノーサンバーランド F-85 カンバーランドなど                                                                                     |                                                    |                   |                |          |
| イタリア         | NATO     |              | 240  | F-570 マエストラーレ |                                                    |                   |                |          |
| イラン           | SCO      | 独自         |      | 72 アルボルズ 422 ブシェール |                                                    | 1                 |                |          |
| インド           | SCO      | 独自         |      | D60 マイソール F-44 タバール |                                                    | 1                 |                |          |
| オーストラリア   |          | CTF-150      |      | FFH-154 パラマタ |                                                    |                   |                |          |
| オランダ         | NATO     |              |      | F-802 デ・ゼーヴェン・プロヴィンシェン |                                                    | 1                 |                |          |
| カナダ           | NATO     |              | 240  | FFH-338 ウィニペグ |                                                    |                   | 2009年3月      |          |
| ギリシャ         | NATO     |              |      | F-454 プサラ |                                                    |                   |                |          |
| サウジアラビア   |          | 独自         |      | |                                                    |                   |                |          |
| スウェーデン     | NATO     |              | 152  | K11 ストックホルム K12 マルメ A264 トゥロースシォー（支援艦）                                                                                |                                                    |                   |                |          |
| スペイン         | NATO     |              |      | F-82 ヴィクトリア | P-3E 1機                                           |                   |                |          |
| シンガポール     |          | CTF-151      |      | エンデュランス級強襲揚陸艦1隻 ヘリコプター2機                                                                                                |                                                    |                   |                |          |
| 韓国             |          | 独自         | 300  | DDH-976 文武大王 |                                                    | 1                 | 2009年3月13日  |          |
| 中国             | SCO      | 独自         |      | 167 深圳 570 黄山 887 微山湖 |                                                    |                   | 2008年12月22日 |          |
| デンマーク       | NATO     |              |      | |                                                    |                   |                |          |
| トルコ           | NATO     |              | 263  | F-491 ギレスン |                                                    |                   |                |          |
| 日本             |          | 独自 CTF-150 | 400  | ソマリア沖海賊の対策部隊派遣（第1次） DD-113 さざなみ DD-106 さみだれ 自衛隊インド洋派遣（新テロ特措法第5次） DD-108 あけぼの AOE-423 ときわ | P-3C 2機                                           |                   | 2009年3月14日  |          |
| ニュージーランド |          | CTF-150      |      | フリゲート1隻 |                                                    |                   |                |          |
| パキスタン       | SCO      | CTF-150      |      | フリゲート1隻 |                                                    |                   |                |          |
| フランス         | NATO     |              |      | F-713 アコニト F-730 フロレアル F795 コマンダン・デュキン 他                                                                                 | アトランティック哨戒機 1機 ジブチに陸軍2個連隊駐留 |                   |                |          |
| マレーシア       |          | 独自         |      | フリゲート レキウ 多目的支援艦 マハワングサ 輸送艦 スリ・インデラ・プラ                                                                      |                                                    | 3                 |                |          |
| ロシア           | SCO      | 独自         |      | 大型対潜艦 アドミラル・チャバネンコ 大型海上給油艦セルゲイ・オシポフ                                                                         |                                                    |                   | 2009年11月30日 |          |